# Derek Longmuir
Derek Longmuir (Edimburgo, 19 de marzo de 1951) es un ex-baterista y miembro fundador de la banda de pop escocesa de los años 70, Bay City Rollers. Su hermano mayor, Alan Longmuir, también formaba parte del grupo y tocaba el bajo. 

## Biografía
Longmuir nació en Simpson Memorial Maternity Pavilion Hospital, en Edimburgo. Apareció en cada uno de los nueve álbumes de estudio durante 1975 hasta 1981. Se retiró de la industria de música a principios de los años 80 y ejerció como enfermero trabajando en Edinburgh Royal Infirmary.
En 2000, Longmuir fue sentenciado a 300 horas de servicio comunitario después de admitir poseer pornografía infantil. Debido a su condena,  Longmuir fue despedido de su trabajo como enfermero aunque más tarde la licencia de enfermería se le fue readmitida. A pesar de haber declarado culpable, mantuvo que los materiales pornográficos no le pertenecían a él sino que eran de un conocido. Longmuir dijo haberse declarado culpable en esperanza de evitar un "circo mediático".
En una entrevista en el Sunday Herald el 7 de mayo de 2000, el hijo adoptivo de Logmuir, Jorge Loureiro, dijo que Longmuir era inocente y todo había sido un plan orquestado por un seguidor americano obsesionado, con discos habiendo sido enviados a casa Longmuir anónimamente a vísperas de este ser arrestado.